# HipHop Virtual Machine
HipHop Virtual Machine (HHVM) ist eine Open Source virtuelle Maschine Just-in-time-Kompilierung (JIT) für die Programmiersprache Hack.

## Geschichte
Wegen der verschiedenen absehbaren Einschränkungen des zum Debugging dienenden HPHPd begann Facebook bereits 2010, einen alternativen Ansatz zu untersuchen. Dabei wurde PHP in einer virtuellen Maschine ausgeführt, der HipHop Virtual Machine oder kurz HHVM. HHVM überträgt PHP-Code in einen abstrakten Bytecode (HHBC genannt). Dieser Bytecode wird dann dynamisch zur Laufzeit in x64-Maschinensprache durch einen JIT-Compiler übersetzt. Dies ist vergleichbar mit dem Ansatz der virtuellen Maschinen von anderen Sprachen wie Java (JVM) und C# (CLR) oder mit Microsofts sprachunabhängiger Common Intermediate Language für das .Net-Framework.
HHVM unterstützt im Juli 2013 noch nicht alle Funktionen von PHP 5.4, geht aber über PHP 5.3 hinaus.
Ende 2012 erreichte HHVM die Geschwindigkeit von HPHPc.
Anfang 2013 wechselte der Betrieb von Facebook von HPHPc auf HHVM. Damit wurden HPHPc für den Realbetrieb und HPHPd für den Testbetrieb abgelöst.
Seit dem 25. November 2014 wird HHVM für alle Nutzer der Wikipedia genutzt. Seit der Version 4 wird nur noch die Sprache "Hack" unterstützt.